# Seznam dílů pořadu Vyrobeno v Česku
Seznam dílů pořadu Vyrobeno v Česku uvádí přehled všech epizod tohoto seriálu připravovaného Lenny Trčkovou pro internetovou televizi Stream.cz.
| Číslo | Název                                                                                      | Autorka       | Datum premiéry     |
| ----- | ------------------------------------------------------------------------------------------ | ------------- | ------------------ |
| 1     | Kola Favorit                                                                               | Lenny Trčková | 9. října 2015      |
| 2     | Herbadent                                                                                  | Lenny Trčková | 16. října 2015     |
| 3     | Mora                                                                                       | Lenny Trčková | 23. října 2015     |
| 4     | Botas 66                                                                                   | Lenny Trčková | 29. října 2015     |
| 5     | Kolimax                                                                                    | Lenny Trčková | 5. listopadu 2015  |
| 6     | Klobouky Jolana                                                                            | Lenny Trčková | 13. listopadu 2015 |
| 7     | Sklárny Květná                                                                             | Lenny Trčková | 20. listopadu 2015 |
| 8     | Remoska                                                                                    | Lenny Trčková | 26. listopadu 2015 |
| 9     | Igráček                                                                                    | Lenny Trčková | 4. prosince 2015   |
| 10    | Kama – České svetry a čepice pro zahraniční olympijské sportovce                           | Lenny Trčková | 11. prosince 2015  |
| 11    | Ozdoby – Ručně vyráběné skvosty                                                            | Lenny Trčková | 17. prosince 2015  |
| 12    | Nakladatelství Teapot – Kniha jako artefakt                                                | Lenny Trčková | 24. prosince 2015  |
| 13    | Whoop.de.doo – České Venušiny kuličky a vibrátor                                           | Lenny Trčková | 8. ledna 2016      |
| 14    | Deers – Jelení šperky Kamily Písaříkové                                                    | Lenny Trčková | 15. ledna 2016     |
| 15    | Brašnářství R. Tlustý & spol. – Od exekuce k úspěšné firmě                                 | Lenny Trčková | 22. ledna 2016     |
| 16    | Kaplan nábytek – rodinná tradice z Orlických hor                                           | Lenny Trčková | 29. ledna 2016     |
| 17    | Návrhářka Zuzana Kubíčková – Kvalita a servis pro zákaznice                                | Lenny Trčková | 12. února 2016     |
| 18    | LUSTi – český výrobce lyží a snowboardů                                                    | Lenny Trčková | 19. února 2016     |
| 19    | Rodinná čokoládovna Troubelice – Zdravá čokoláda, která sbírá ocenění                      | Lenny Trčková | 25. února 2016     |
| 20    | Kovářství Beran – Rodinná tradice, která trvá už 119 let                                   | Lenny Trčková | 3. března 2016     |
| 21    | Kazeto – Lepenkové kufry z Přerova                                                         | Lenny Trčková | 11. března 2016    |
| 22    | Eduard – Česká letadla z Obrnic do celého světa                                            | Lenny Trčková | 18. března 2016    |
| 23    | Zacharias – Luxusní ručně šité boty na míru                                                | Lenny Trčková | 24. března 2016    |
| 24    | DEDRA – voňavá ekologická drogerie                                                         | Lenny Trčková | 1. dubna 2016      |
| 25    | Deaf Messanger – originální deníky, které obletěly svět                                    | Lenny Trčková | 8. dubna 2016      |
| 26    | BeWooden – Luxusní dřevěné motýlky                                                         | Lenny Trčková | 15. dubna 2016     |
| 27    | VISTA – České stavebnice, které učí koncentraci a technickému myšlení                      | Lenny Trčková | 22. dubna 2016     |
| 28    | F. H. Prager – Cidery a férové limonády                                                    | Lenny Trčková | 29. dubna 2016     |
| 29    | ZORYA – Šperkařské studio s nejprestižnějším českým designovým oceněním                    | Lenny Trčková | 6. května 2016     |
| 30    | Tvarohový Míša – Jednoduchý recept, unikátní pochoutka                                     | Lenny Trčková | 20. května 2016    |
| 31    | Solodoor – Kvalitní české dveře s jedinečnou technologií                                   | Lenny Trčková | 26. května 2016    |
| 32    | Mix.it – Zdravá snídaňová směs v originálním obalu                                         | Lenny Trčková | 3. června 2016     |
| 33    | Belis – Jediný výrobce smaltovaného nádobí v Česku                                         | Lenny Trčková | 10. června 2016    |
| 34    | reHose – Opasky a batohy z použitých hasicích hadic                                        | Lenny Trčková | 17. června 2016    |
| 35    | Naše kaše – Hustá, zdravá a poctivá snídaně                                                | Lenny Trčková | 24. června 2016    |
| 36    | BSG Musical Instruments – Kytary, na které hraje Radim Hladík, Xindl X nebo Lenka Dusilová | Lenny Trčková | 1. července 2016   |
| 37    | Dechem – česká svítidla a vázy do celého světa                                             | Lenny Trčková | 8. července 2016   |
| 38    | Kilt po česku – Sukně pro muže z Vlastiboře                                                | Lenny Trčková | 15. července 2016  |
| 39    | Moderní látkové plenky Bamboolik – Každý den o kousek lepší svět                           | Lenny Trčková | 22. července 2016  |
| 40    | Čezeta – Oprášená sláva legendárního skútru „prase“                                        | Lenny Trčková | 29. července 2016  |
| 41    | AnaPur – Superjídlo budoucnosti                                                            | Lenny Trčková | 5. srpna 2016      |
| 42    | Gravelli – Beton, který má duši                                                            | Lenny Trčková | 12. srpna 2016     |
| 43    | Detoa – Poctivé dřevěné hračky                                                             | Lenny Trčková | 19. srpna 2016     |
| 44    | Prestige – Oblíbené i zatracované boty                                                     | Lenny Trčková | 26. srpna 2016     |
| 45    | Galard – Kvalitní obleky na míru                                                           | Lenny Trčková | 2. září 2016       |
| 46    | Moira – funkční prádlo, které se nikdy nebude vyrábět v Číně                               | Lenny Trčková | 9. září 2016       |
| 47    | Jech – Uklidňující design kvalitního českého nábytku                                       | Lenny Trčková | 16. září 2016      |
| 48    | Lira – Dřevěné rámy obrazů z jižních Čech v 35 zemích světa                                | Lenny Trčková | 22. září 2016      |
| 49    | Bohempia (1) – Obuv a oblečení z konopí, v kterém se nepotíte                              | Lenny Trčková | 29. září 2016      |
| 50    | Bohempia (2) – Konopí opět zasahuje                                                        | Lenny Trčková | 6. října 2016      |
| 51    | Petrof – Klavír nejvyšší kvality                                                           | Lenny Trčková | 16. října 2016     |
| 52    | Veba – Textil s jedinečnými detaily                                                        | Lenny Trčková | 23. října 2016     |
| 53    | Prim – Symbol kvality českého hodinářství                                                  | Lenny Trčková | 30. října 2016     |
| 54    | Pokorný Knives – Špičkové designové nože                                                   | Lenny Trčková | 6. listopadu 2016  |
| 55    | Ton – Ručně ohýbaný nábytek                                                                | Lenny Trčková | 13. listopadu 2016 |
| 56    | Šíma Prague – Luxusní kožené výrobky                                                       | Lenny Trčková | 20. listopadu 2016 |
| 57    | Srub.cz – Srubové domy a dřevěné vany                                                      | Lenny Trčková | 27. listopadu 2016 |
| 58    | LTB – Ručně vyráběné snowboardy                                                            | Lenny Trčková | 4. prosince 2016   |
| 59    | Tilak – Špičkové outdoorové oblečení                                                       | Lenny Trčková | 11. prosince 2016  |
| 60    | Mydlárna Čarovný Mlýn – Přírodní mýdla a kosmetika                                         | Lenny Trčková | 18. prosince 2016  |
| 61    | Knihvazačství Petr Rumler – Poctivá práce v každém detailu                                 | Lenny Trčková | 25. prosince 2016  |
| 62    | Xavian – Špičkové reproduktorové soustavy                                                  | Lenny Trčková | 1. ledna 2017      |
| 63    | Česká výroba japonských mečů: Unikátní specializaci dělá jen pár lidí na světě             | Lenny Trčková | 8. ledna 2017      |
| 64    | Komes – Výroba ekologických rakví                                                          | Lenny Trčková | 15. ledna 2017     |
| 65    | Čapek instruments – Ručně vyráběné mandolíny a banja                                       | Lenny Trčková | 22. ledna 2017     |
| 66    | Cap.on – Trendy plstěné kšiltovky                                                          | Lenny Trčková | 30. ledna 2017     |
| 67    | G&B beads – Originální české perle                                                         | Lenny Trčková | 5. února 2017      |
| 68    | PRAKAB – Neviditelný svět kabelů                                                           | Lenny Trčková | 12. února 2017     |
| 69    | Mulier – Porcelánové zásuvky a vypínače mnoha tvarů a barev                                | Lenny Trčková | 19. února 2017     |
| 70    | Clever Minds – Diáře a notesy pro práci a volný čas                                        | Lenny Trčková | 27. února 2017     |
| 71    | Direct Alpine – Outdoorové oblečení nejvyšší kvality                                       | Lenny Trčková | 5. března 2017     |
| 72    | Kolovrat – Žakárové látky nejen pro české luxusní hotely a zámky                           | Lenny Trčková | 13. března 2017    |
| 73    | MANA – Plnohodnotná alternativa jídla                                                      | Lenny Trčková | 19. března 2017    |
| 74    | Jelínek – Poctivý nábytek z masivního dřeva                                                | Lenny Trčková | 26. března 2017    |
| 75    | Ovocný Světozor – Ráj čerstvých dezertů i chlebíčků                                        | Lenny Trčková | 23. dubna 2017     |
| 76    | Slavona – Dřevěná okna a dveře nejvyšší kvality                                            | Lenny Trčková | 30. dubna 2017     |
| 77    | Gran Moravia – La Formaggeria                                                              | Lenny Trčková | 14. května 2017    |
| 78    | Apotheke – Bylinné čaje a produkty zdravé výživy                                           | Lenny Trčková | 3. září 2017       |
| 79    | Original ATOK – Kvalitní aromaterapeutická kosmetika s vůněmi celého světa                 | Lenny Trčková | 12. listopadu 2017 |
| 80    | Oleje Lukana – Nejdůležitější je kvalita, která jde na stůl zákazníkovi                    | Lenny Trčková | 27. listopadu 2017 |
| 81    | Barum – Jeden z nejúspěšnějších výrobců pneumatik                                          | Lenny Trčková | 22. dubna 2018     |